# Boris Lurie
Boris Lurie (* 18. Juli 1924 in Leningrad, Sowjetunion; † 7. Januar 2008 in New York City) war ein US-amerikanischer bildender Künstler und Autor.

## Leben
Boris Lurie wurde 1924 in Leningrad (Russland) in einer säkularen jüdischen Familie geboren. Seine Mutter war eine radikal sozialistische Zionistin und Zahnärztin, sein Vater war Kaufmann. Lurie hatte zwei ältere Schwestern, Assja und Josephina. Nach dem Tod von Lenin im Jahr 1925, ein Jahr nach seiner Geburt, wurde der Betrieb seines Vaters beschlagnahmt. Daraufhin floh zuerst seine Mutter und anschließend der Rest der Familie aus der damaligen Sowjetunion, um sich in Riga, Lettland niederzulassen. Bereits in jungen Jahren bemerkte eine Cousine seiner Mutter, eine Werbegrafikerin, sein künstlerisches Talent. Im Jahr 1937 schuf Lurie sein erstes Kunstwerk. 1940 wurde Lettland von der Sowjetunion okkupiert.

### 1941 bis 1945: Vier Jahre in Konzentrationslagern
Nach dem Einmarsch deutscher Truppen in Riga am 1. Juli 1941 begann die systematische Verfolgung und Ermordung der jüdischen Bevölkerung. Der Willkür und Gewalt der deutschen Besatzer und einheimischen Kollaborateure ausgeliefert, wurde Luries Familie zur Umsiedlung in das am 21. Juli 1941 in der Moskauer Vorstadt von Riga gebildete Rigaer Ghetto gezwungen. Als dieses ab Ende November 1941 „freigemacht“ wurde, um für Juden-Deportationen aus Deutschland Platz zu gewinnen, wurde Lurie Zeuge des Massaker von Rumbula, bei dem am 30. November und am 8. Dezember 1941 rund 28.000 jüdische Männer, Frauen und Kinder in dem nahen Wald von Rumbula umgebracht wurden. Unter den Ermordeten waren Luries Mutter, seine Großmutter, seine jüngere Schwester Jeanna sowie seine Mitschülerin und Jugendliebe Ljuba Treskunowa. Lurie befand sich zu diesem Zeitpunkt zusammen mit seinem Vater Ilja unter den „Arbeitsfähigen“ der Arbeitskommandos, die im so genannten „Kleinen Ghetto“ (einem separierten Teil des „Großen Ghettos“) gefangen gehalten und vorläufig (noch) verschont wurden. 
Vater und Sohn überlebten den Massenmord. Beide wurden von 1941 bis 1945 von einem Konzentrationslager ins nächste verschleppt: Riga-Kaiserwald, Salaspils (auch: Lager Kurtenhof), Lenta, eine Außenstelle des KZs Riga-Kaiserwald und Werkstatt der Sicherheitspolizei und des Sicherheitsdienstes des Reichsführers SS (SD), in der Luxuswaren für die höheren SS-Offiziere hergestellt wurden, Stutthof, schließlich ins KZ Buchenwald (Buchenwald-Außenlager Polte-Werke).
Im April 1945 wurden Boris Lurie und sein Vater durch die Ankunft amerikanischer Truppen in Magdeburg befreit. Da er die deutsche und die englische Sprache beherrschte, arbeitete Boris Lurie für den amerikanischen Geheimdienst Counter Intelligence Corps (CIC) als Dolmetscher bei Verhören NS-Verdächtiger, danach in einem amerikanischen Kriegsgefangenenlager in Babenhausen.

### Emigration in die USA und Wirken als Künstler
Am 18. Juni 1946 emigrierte Lurie zusammen mit seinem Vater in die USA nach New York. Er bezog mit seinem Freund Rocco Armentosin eine Wohnung an der Columbia Street in der Lower East Side und begann als Künstler zu arbeiten. Im Jahr 1947 begann er mit seiner Kunstserie „Dismembered Women“. Im Jahr 1950 hat seine erste Einzelausstellung in der Creative Gallery und der Barbizon Plaza Galleries in New York stattgefunden. 
1951 kehrte Lurie erstmalig nach Kriegsende nach Europa zurück, wo er in Paris die Künstler und Schriftsteller Louis Aragon, Francis Salles, Wols und Pierre Soulages kennenlernte. Zwischen den Jahren 1954 und 1955 verbrachte er viel Zeit in Paris und teilte ein Atelier mit dem Künstler Ed Clark. 
1955 besuchte Lurie zum ersten Mal Israel. Als er nach New York zurückkehrte, arbeitete er als Modeillustrator.
1959 war er einer der Mitbegründer der New Yorker NO!art-Bewegung, einer Künstlerformation, die in den späten 1950er Jahren als Gegenentwurf zum Abstrakten Expressionismus und zur aufkommenden Pop-Art entstand.
Luries unästhetische, provokativ-extreme Collagen, Skulpturen und literarische Arbeiten, in denen er (vordergründig) Widersprüchliches aufeinander prallen ließ, entstanden auf dem Hintergrund der am eigenen Leib erfahrenen Grausamkeiten. In einem Brief an den Kunsthistoriker Thomas Baer Hess, den Herausgeber der Zeitschrift Art news, schrieb Boris Lurie 1962: „Die Grundlagen meiner künstlerischen Erziehung erwarb ich in KZ’s wie Buchenwald.“ Unbeirrt beharrlich erinnerte der Shoa-Überlebende an die Kriegsopfer und die Judenvernichtung, stellte sie in einen aktuellen Alltagskontext aus Werbung, Pornografie und Politik, paarte Bilder der NS-Gräuel, der Vergasten mit pornografischen Elementen der Konsumgesellschaft, das Entsetzen mit der Lust.
Seine Arbeiten sind zugleich Protest gegen die ihm zu seicht, zu oberflächlich, zu „entrückt“ erscheinenden vorherrschenden Kunstrichtungen, gegen den etablierten Kunstbetrieb, gegen den sich ausschließlich am Gewinn orientierenden Kunstkommerz. Kunst konnte nach Luries Verständnis nicht Flucht vor der Realität sein, durfte sich nicht entziehen, sondern hatte sich um „die Themen des wirklichen Lebens“ zu kümmern, die Schrecken der Zivilisation zu zeigen – wie Krieg und Gewalt, Unterdrückung und Kolonialismus, Rassismus und Sexismus.
Im Jahr 1975 kehrte Lurie das erste Mal seit 1944 in seine Heimat Riga zurück. Die Reise nach Riga motivierte ihn dazu, seine Memoiren „In Riga“ zu schreiben, woran er die nächsten 30 Jahre arbeitete.

## Ausstellungen (Auswahl)
- 1995: NO!art. Neue Gesellschaft für Bildende Kunst, NGBK, Berlin[3]
- 1995: Boris Lurie und NO!art. Neue Gesellschaft für Bildende Kunst, NGBK, Berlin im Haus am Kleistpark[4]
- 2004: Naomi Tereza Salmon: optimistic disease facility. boris lurie, new york – buchenwald. Haus am Kleistpark, Berlin[5]
- 2014: Boris Lurie, Sold. Museo Vostell Malpartida in Kooperation mit der Boris Lurie Art Foundation, New York[6][7]
- 2014: KZ – Kampf – Kunst. NO!art. NS-Dokumentationszentrum der Stadt Köln in Kooperation mit der Boris Lurie Art Foundation, New York, unter der kuratorischen Leitung der Galeristin Gertrude Stein[8]
- 2016: Keine Kompromisse! Die Kunst des Boris Lurie. Jüdisches Museum Berlin[9]
- 2017: Boris Lurie. Anti-Pop. Neues Museum Nürnberg[10]
- 2017: Boris Lurie in Habana. Museo Nacional de Bellas Artes, Havanna[11]
- 2019 (vermutlich): Exhibition of Boris Lurie, founder of NO!art movement. Rothko Center, Daugavpils[12]
- 2020: Boris Lurie in America. He Had the Courage to Say NO! Center for Contemporary Political Art, Washington D.C.[13]
- 2021: Boris Lurie. Das Haus von Anita. Zentrum für verfolgte Künste, Solingen[14]
- 2021: Boris Lurie: In Riga. Žanis Lipke Memorial, Riga[15]
- 2022: Kunst nach der Shoah - Wolf Vostell im Dialog mit Boris Lurie. Kunsthaus Dahlem[16]

## Schriften
- (mit Seymour Krim): No! art. Pin-ups, excrement, protest, jew art. Edition Hundertmark, Berlin / Köln 1988
- (mit Dietmar Kirves): Geschriebigtes – Gedichtigtes. Zu der Ausstellung in der Gedenkstätte Weimar-Buchenwald. Ergänzt mit Arbeiten seiner Freunde aus der gegenwärtigen NO!Art-Bewegung. Herausgegeben von Volkhard Knigge im Auftrag der Gedenkstätte Weimar-Buchenwald. Verlag Eckhart Holzboog, Stuttgart-Bad Cannstatt 2003, ISBN 3-9807794-0-8
- House of Anita. Novel. No!art Publishing, New York 2010, ISBN 978-1-4507447-5-1; 2nd Edition with a foreword, afterword, comments and appendixes by Terence Sellers. No!art Publishing, New York 2016, ISBN 978-0-9905376-1-8
  - Haus von Anita. Roman. Übersetzung und Vorwort von Joachim Kalka. Wallstein, Göttingen 2021, ISBN 978-3-8353-3887-6
- In Riga. A Memoir. Edited and introduced by Julia Kissina. No!art Publishing, New York 2019, ISBN 978-0-578-51209-9[17]
  - In Riga. Aufzeichnungen. Aus dem Englischen übersetzt und mit einem Vorwort von Joachim Kalka. Wallstein, Göttingen 2023, ISBN 978-3-8353-5355-8